# Giuseppina Strepponi

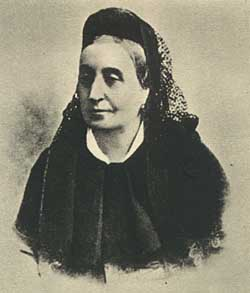
Giuseppina Strepponi en 1897

Clelia Maria Josepha Strepponi (Lodi, 6 de septiembre de 1815-Sant'Agata Villanova sull'Arda, 14 de noviembre de 1897), más conocida como Josefina Strepponi, fue una soprano italiana, conocida por su bel canto y por sus papeles en óperas de Vincenzo Bellini, Gaetano Donizetti y Gioachino Rossini. Donizetti escribió su ópera Adelia expresamente para Strepponi. Compartió el escenario con el tenor Napoleone Moriani y el barítono Giorgio Ronconi, entre otros. Sus papeles incluyen el de Abigaille en el estreno de Nabucco, de Verdi, en 1842. Se le atribuyen asimismo a Strepponi los primeros éxitos de Giuseppe Verdi, sobre todo Oberto (1839), la primera ópera de Verdi, y Nabucco. Se casaría con él en 1859, tras unos 17 años de relación sentimental. Su correspondencia es una de las fuentes principales para estudiar la biografía de Verdi.
En la segunda mitad de la década de 1830, Strepponi llegó a ser una de las cantantes más respetadas en Italia por sus papeles como Ninetta en La gazza ladra, de Rossini, de Elvira en I puritani, de Bellini, y en el papel principal de La Cenerentola de  Rossini en el Teatro La Fenice de Venecia. En 1837 cantó como Elena en Marino Faliero, de Donizetti, y como Lucia di Lammermoor, del mismo compositor, en el Teatro Comunale di Bologna. El año siguiente fue la prima donna en Maria di Rudenz, de Donizetti, Beatrice di Tenda, de Bellini, y Caterina di Guisa, de Carlo Coccia. En 1839 debutó en La Scala, como sustituta de Antonietta Marini-Rainieri y como Leonora en el estreno de Oberto. Otros papeles en la década incluyen Elaisa en Il giuramento, de Saverio Mercadante, Adina en L'elisir d'amore, de Donizetti, y como Sandrina en Un’avventura di Scaramuccia, de Luigi Ricci.

## Biografía
Su padre era organista y compositor de ópera. Debutó en 1834 en la ópera L'elisir d'amore, de Donizetti. A lo largo de la década de 1830 fue abordando un extenso repertorio, desgastándose con exceso. Tuvo dos hijos de una relación con el tenor Napoleone Moriani.
Influyó para que Giuseppe Verdi, solo una promesa como compositor, accediera a La Scala de Milán. En 1842 interpretó el papel de Abigaille en el estreno del Nabucco. Fue un éxito total, con 57 representaciones sucesivas. Pero Strepponi se esforzó demasiado en este repertorio de gran soprano verdiana, no adecuado para su frágil voz. Renunció a la escena en 1846, con solo 30 años.
Se instaló en París como profesora de canto, y el año siguiente Verdi la visitó. Desde entonces sus vidas estuvieron ligadas. Se casaron en secreto el 29 de agosto de 1859 después de 17 años de convivencia, en la iglesia de Collonges-sous-Salève, aldea alpina del departamento de Saboya, con el campanero y el cochero como únicos testigos de la boda.
En 1982 fue encarnada en la televisión por la actriz Carla Fracci.[cita requerida]